# Будівля Кременчуцького льотного коледжу (Олександрівське реальне училище)

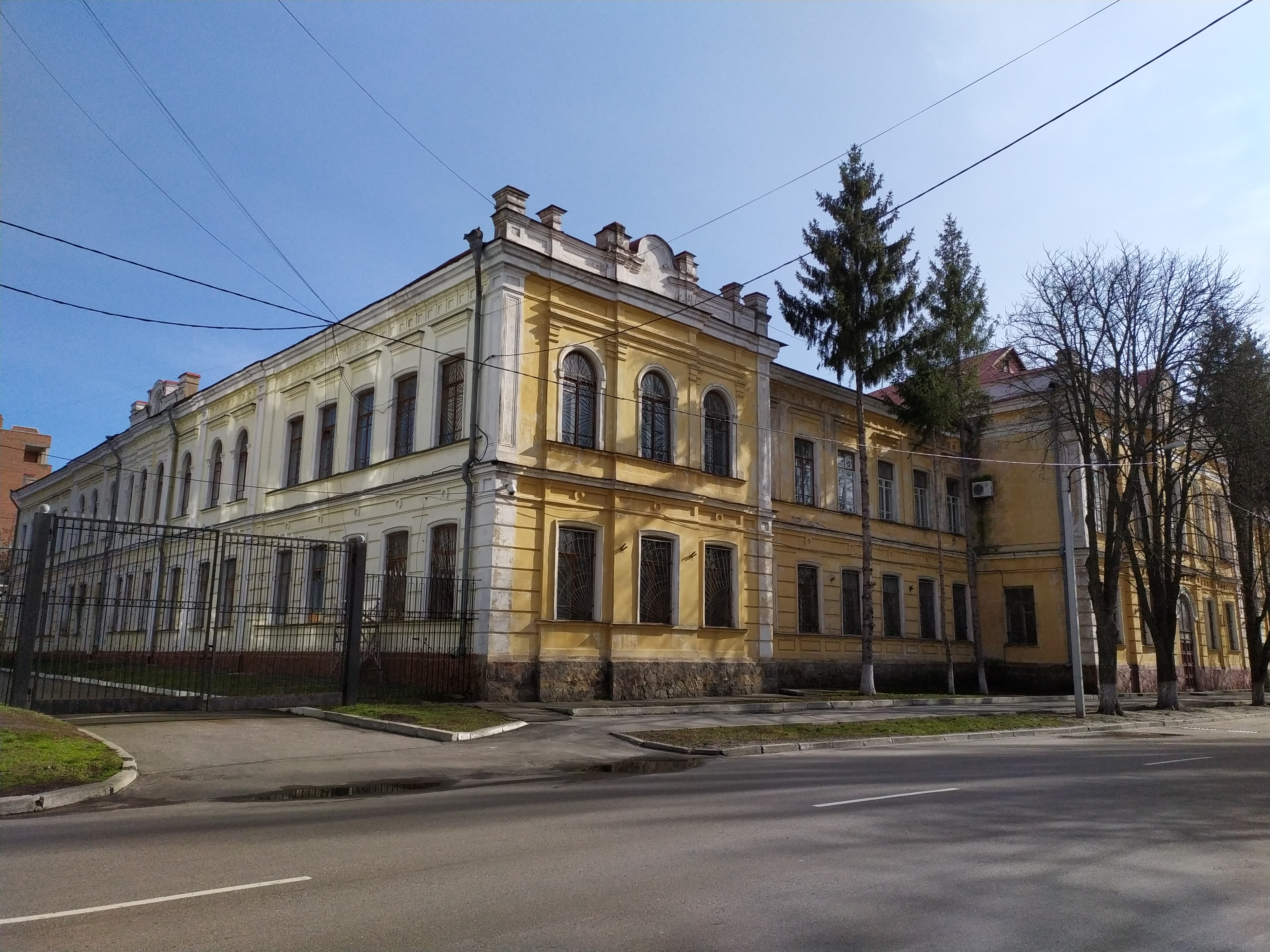
Будівля колишнього Кременчуцького Олександрівського реального училище. Зараз будівлі Кременчуцького льотного коледжу

Кременчуцьке Олександрівське реальне училище — колишній освітній заклад у Кременчуці. Розташовувався на сучасній вулиці Коцюбинського. Зараз корпуси Кременчуцького льотного коледжу. Будівля є пам'яткою архітектури.

## Історія закладу
Олександрівське реальне училище було засноване в 1873 році. Воно було першим середнім навчальним закладом у місті.
Його відкриття стало можливим завдяки благодійності. Купець Смирнов заповів Кременчуку 35 тисяч рублів для поширення освіти. З цієї суми міська дума витратила близько 15 тисяч на придбання ділянки землі по Малій Міщанській вулиці (зараз вулиця Коцюбинського), а на решту було замовлено проєкт спеціального навчальної будівлі і службових будівель. Автор проєкту — цивільний інженер І. Брусніцкій, керував будівництвом на місці — міський архітектор А. Несвітскій.

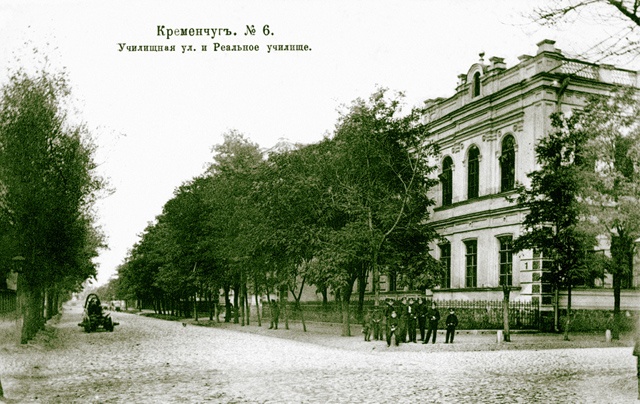
Будівля Кременчуцького Олександрівського реального училища на листівці початку XX століття

Робота була завершена у 1878 році. Завдяки училищу Мала Міщанська отримує нову назву — Училищна. Училище давало практично-технічну освіту. Його випускники могли поступати тільки у вищі технічні навчальні заклади країни.
Загальна освіта в реальному училищі становило 4 класу, а у 5-у починалася спеціалізація за двома відділенням — основним та комерційним. Після завершення основного шестирічного курсу, учні сьомого додаткового класу розподілялися за трьома відділеннями: загальне, механічне й хімічне.
Жило училище за рахунок плати за навчання, дотації від міської думи (10 тисяч рублів на рік) і повітового земства (5 тисяч рублів) та державного бюджету (понад 300 тисяч рублів на рік).
На кінець XIX століття у реальному училищі навчалося близько 300 вихованців, очолював училище статський радник І. Дзюблевский-Дзюбенко. Почесним піклувальник, як правило, був міський голова.
Закрите в 1918 році.

## Історія будівлі
У 1930 році в колишньому реальному училищі відкрився інститут соціального виховання (пізніше учительський). Напередодні війни в ньому навчалося близько 1000 студентів. Працювало понад 500 викладачів, у тому числі 2 професори і 2 доценти. Навчання здійснювалося на кількох факультетах: філологічному (українська та російська мова та література), французької, англійської мов, фізико-математичному. В інституті діяли кафедри фізики, математики, педагогіки, французької, німецької, англійської, української, російської мови та літератури, марксизму-ленінізму. Наукова бібліотека налічувала понад 65 000 книг.
Незадовго до війни поряд з навчальним закладом побудували гуртожиток
У 1941 р. у цьому приміщенні дислокувався військовий евакуаційний госпіталь № 1057.
У 1943 р. відступаючі німецькі нацисти спалили будівлю, і після війни учительський інститут відроджувати не стали. 
У 1949-1952 рр. Київський військовий округ відбудовує зруйновану будівлю з максимальним збереженням зовнішнього вигляду.
З 1961 року Кременчуцьке льотне училище цивільної авіації, в якому готують пілотів і техніків для вертольотів цивільної авіації. У 1988 році поруч зі старим будинком побудували новий навчальний корпус. Для його будівництва довелося знести єдиний вцілілий на вулиці особняк — будинок князя Срібного.
З 1958 р. тут  розміщується сформована у  1952 р. Кременчуцька військова авіаційна школа початкового навчання льотчиків (ВАШПНЛ)
у 1993 р. було реорганізоване у льотний коледж, котрий з липня 2003 р. увійшов до системи Національного авіаційного університету України. 
З вересня 2019 року перейменовано на Кременчуцький льотний коледж Харківського національного університету внутрішніх справ у зв'язку з перепідпорядкуванням Харківському національному університету внутрішніх справ.

## Видатні люди
Викладачі
- Іван Кошелівець (справжнє прізвище: Ярешко Іван Максимович) (1907–1999) — український літературознавець, літературний критик, публіцист, редактор, перекладач, мемуарист, громадський діяч. Почесний доктор філософії Українського вільного університету в Мюнхені (ФРН), дійсний член Наукового товариства імені Шевченка та Української вільної академії наук. Працював доцентом Кременчуцького інституту соціального виховання в 1931–1933.

Випускники

Меморіальна дошка встановлена на будівлі колишнього реального училища, де навчався письменник А. В. Головко

- У 1908–1914 роках навчався майбутній відомим український письменник Андрій Головко. У 1914 році за участь у нелегальному літературному гуртку Головко з училища був виключений. На будівлі на його честь у 1978 році встановлена меморіальна дошка.
- У 1934–1935 роках в інституті на відділенні української мови і літератури навчався Василь Сухомлинський — український педагог, заслужений учитель УРСР.
- Воскобойніков Микола Порфирович — старшина Дієвої армії УНР.

- У 1908-1914 рр. у Кременчуцькому Олександрівському реальному училищі навчався майбутній письменник А.В.Головко.

- У 1978 р. на фасаді будівлі, що виходить на вул. Коцюбинського, було встановлено меморіальну дошку А.В.Головку

## Галерея

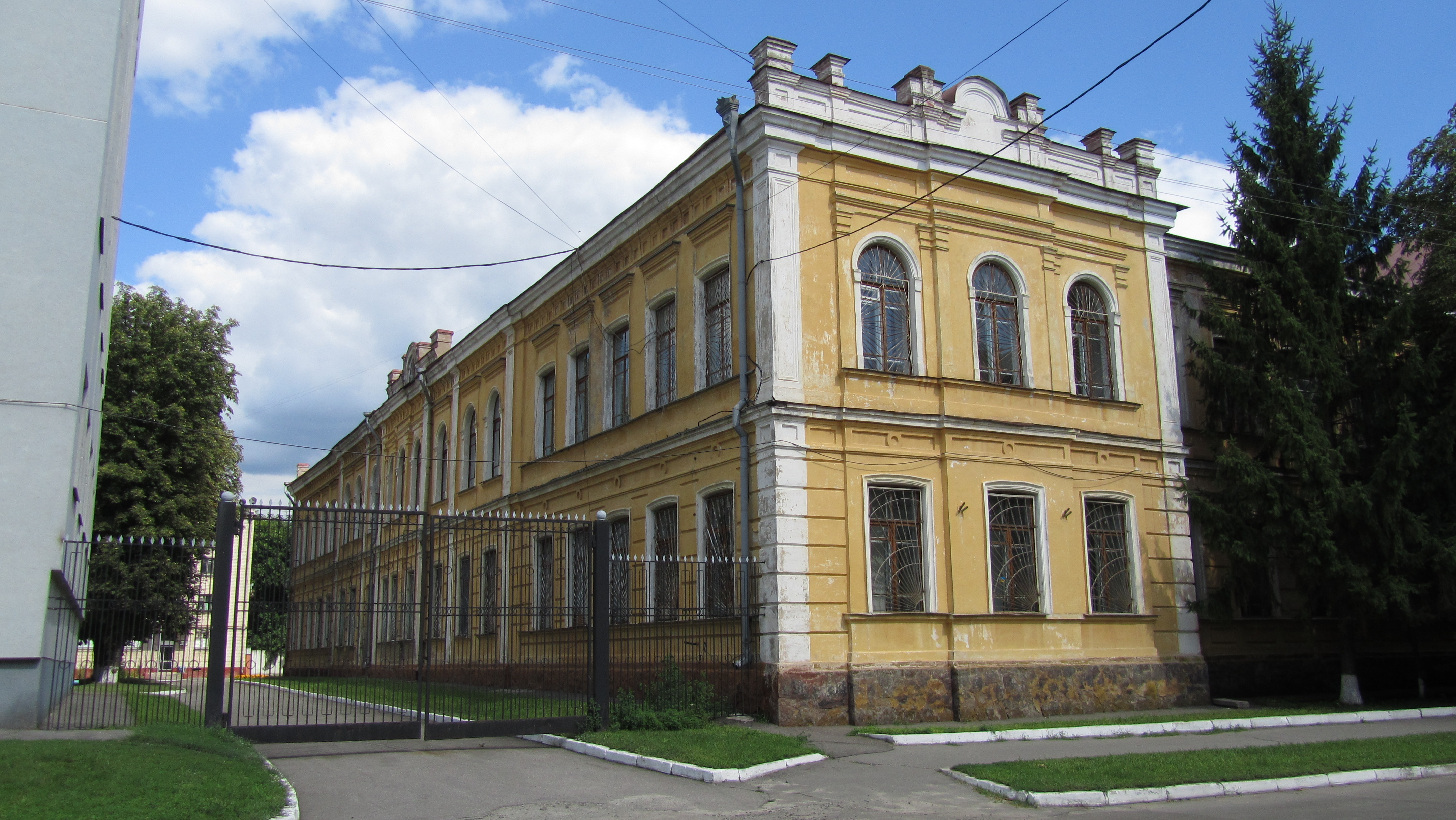
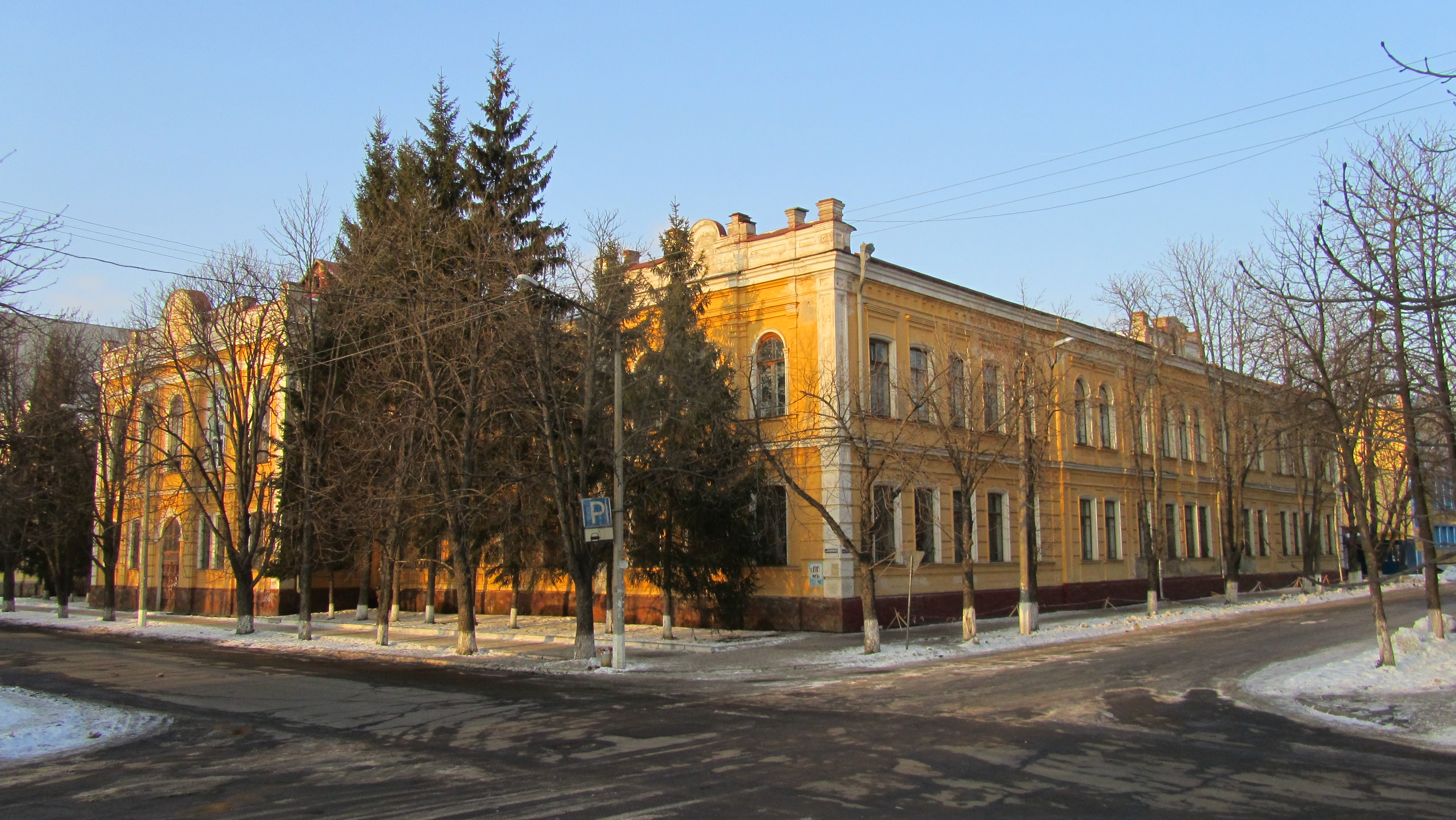